# Kanton Blagnac
Der Kanton Blagnac ist seit 1997 ein französischer Kanton im Arrondissement Toulouse im Département Haute-Garonne in der Region Okzitanien; sein Hauptort ist Blagnac. Sein Vertreter im Generalrat des Départements ist seit 1998 Bernard Keller (PRG).

## Gemeinden
Der Kanton besteht aus sechs Gemeinden mit insgesamt 61.114 Einwohnern (Stand: 1. Januar 2022) auf einer Gesamtfläche von 71,81 km²:
| Gemeinde       | Einwohner 1. Januar 2022 | Fläche km² | Dichte Einw./km² | Code INSEE | Postleitzahl |
| -------------- | ------------------------ | ---------- | ---------------- | ---------- | ------------ |
| Aussonne       | 7.731                    | 13,76      | 562              | 31032      | 31840        |
| Beauzelle      | 8.184                    | 4,42       | 1.852            | 31056      | 31700        |
| Blagnac        | 27.314                   | 16,88      | 1.618            | 31069      | 31700        |
| Cornebarrieu   | 8.571                    | 18,70      | 458              | 31150      | 31700        |
| Mondonville    | 6.003                    | 11,89      | 505              | 31351      | 31700        |
| Seilh          | 3.311                    | 6,16       | 538              | 31541      | 31840        |
| Kanton Blagnac | 61.114                   | 71,81      | 851              | 3103       | –            |

Bis zur landesweiten Neuordnung der französischen Kantone im März 2015 gehörten zum Kanton Blagnac die vier Gemeinden Beauzelle, Blagnac, Cornebarrieu und Mondonville. Sein Zuschnitt entsprach einer Fläche von 51,89 km2. Er besaß vor 2015 einen anderen INSEE-Code als heute, nämlich 3151.

## Bevölkerungsentwicklung
| 1962 | 1968  | 1975  | 1982  | 1990  | 1999  | 2006  | 2011  |
| ---- | ----- | ----- | ----- | ----- | ----- | ----- | ----- |
| 7441 | 11527 | 17940 | 22550 | 27774 | 32556 | 34311 | 37664 |